# Sci alpino ai V Giochi olimpici invernali
Le competizioni di sci alpino ai V Giochi olimpici invernali si sono svolte nei giorni dal 2 al 5 febbraio 1948 sulla piste di Sankt Moritz.
Rispetto a Garmisch-Partenkirchen 1936 vengono introdotte le prove di discesa libera e slalom speciale sia maschili che femminili: contando anche la combinata si sono disputati dunque sei eventi in totale.

## Calendario
| Sci alpino ai V Giochi olimpici invernali | Sci alpino ai V Giochi olimpici invernali | Sci alpino ai V Giochi olimpici invernali | Sci alpino ai V Giochi olimpici invernali | Sci alpino ai V Giochi olimpici invernali | Sci alpino ai V Giochi olimpici invernali | Sci alpino ai V Giochi olimpici invernali | Sci alpino ai V Giochi olimpici invernali | Sci alpino ai V Giochi olimpici invernali | Sci alpino ai V Giochi olimpici invernali | Sci alpino ai V Giochi olimpici invernali |
| Eventi / Giorni                           | Gennaio/Febbraio 1948                     | Gennaio/Febbraio 1948                     | Gennaio/Febbraio 1948                     | Gennaio/Febbraio 1948                     | Gennaio/Febbraio 1948                     | Gennaio/Febbraio 1948                     | Gennaio/Febbraio 1948                     | Gennaio/Febbraio 1948                     | Gennaio/Febbraio 1948                     | Gennaio/Febbraio 1948                     |
| Eventi / Giorni                           | 30                                        | 31                                        | 1                                         | 2                                         | 3                                         | 4                                         | 5                                         | 6                                         | 7                                         | 8                                         |
| ----------------------------------------- | ----------------------------------------- | ----------------------------------------- | ----------------------------------------- | ----------------------------------------- | ----------------------------------------- | ----------------------------------------- | ----------------------------------------- | ----------------------------------------- | ----------------------------------------- | ----------------------------------------- |
| Discesa libera maschile                   |                                           |                                           |                                           | Finale                                    |                                           |                                           |                                           |                                           |                                           |                                           |
| Slalom speciale maschile                  |                                           |                                           |                                           |                                           |                                           |                                           | Finale                                    |                                           |                                           |                                           |
| Combinata maschile                        |                                           |                                           |                                           | Discesa                                   |                                           | Slalom                                    |                                           |                                           |                                           |                                           |
| Discesa libera femminile                  |                                           |                                           |                                           | Finale                                    |                                           |                                           |                                           |                                           |                                           |                                           |
| Slalom speciale femminile                 |                                           |                                           |                                           |                                           |                                           |                                           | Finale                                    |                                           |                                           |                                           |
| Combinata femminile                       |                                           |                                           |                                           | Discesa                                   |                                           | Slalom                                    |                                           |                                           |                                           |                                           |

## Podi
| Evento                     | Oro              | Perform. | Argento          | Perform. | Bronzo                     | Perform. |
| Maschili                   |                  |          |                  |          |                            |          |
| Discesa libera (dettagli)  | Henri Oreiller   | 2'55"0   | Franz Gabl       | 2'59"1   | Karl Molitor Ralph Olinger | 3'00"3   |
| Slalom speciale (dettagli) | Edy Reinalter    | 2'10"3   | James Couttet    | 2'10"8   | Henri Oreiller             | 2'12"8   |
| Combinata (dettagli)       | Henri Oreiller   | 3,27     | Karl Molitor     | 6,44     | James Couttet              | 6,95     |
| Femminili                  |                  |          |                  |          |                            |          |
| Discesa libera (dettagli)  | Hedy Schlunegger | 2'28"3   | Trude Beiser     | 2'29"1   | Resi Hammerer              | 2'30"2   |
| Slalom speciale (dettagli) | Gretchen Fraser  | 1'57"2   | Antoinette Meyer | 1'57"7   | Erika Mahringer            | 1'58"0   |
| Combinata (dettagli)       | Trude Beiser     | 6,58     | Gretchen Fraser  | 6,95     | Erika Mahringer            | 7,04     |

## Medagliere
| Posizione | Paese       |   |   |   | Totale |
| --------- | ----------- | - | - | - | ------ |
| 1         | Svizzera    | 2 | 2 | 2 | 6      |
| 2         | Francia     | 2 | 1 | 2 | 5      |
| 3         | Austria     | 1 | 2 | 3 | 6      |
| 4         | Stati Uniti | 1 | 1 | 0 | 2      |
| Totale    | Totale      | 6 | 6 | 7 | 19     |